# 岡山フィルハーモニック管弦楽団
岡山フィルハーモニック管弦楽団（おかやまフィルハーモニックかんげんがくだん）は、日本のオーケストラ。略称は、岡山フィル（おかやまフィル）、岡フィル（おかフィル）。岡山県岡山市を本拠地とし、主に岡山シンフォニーホールで定期公演を行っている。日本オーケストラ連盟準会員。

## 概要
1991年に岡山シンフォニーホールがオープンしたのを機に、翌1992年に設立される。定期公演のほか、県内各地を回って地域の音楽文化活動の向上に努めている。2013年4月より2022年3月までベルリン・フィルハーモニー管弦楽団の元首席オーボエ奏者で指揮者のハンスイェルク・シェレンベルガーが首席指揮者を務めた。2022年4月より秋山和慶がミュージックアドヴァイザーに就任。

## 受賞歴
- 第1回岡山芸術文化賞グランプリ受賞（平成12年）
- 第4回福武文化奨励賞受賞（平成15年）
- 第1回マルセン文化賞受賞（平成16年）
- 岡山県教育関係功労者表彰（平成21年）
- 山陽新聞奨励賞受賞（平成24年）